# 斑鰭底鱂
斑鰭底鱂，為輻鰭魚綱鯉齒目鯉齒亞目底鱂科的其中一種，為溫帶魚類，分布於北美洲美國麻州至北卡羅萊納州淡水、半鹹水流域，體長可達5公分，棲息在具有鹽分的沼澤濕地，生活習性不明，可做為觀賞魚。

## 擴展閱讀
維基物種上的相關：斑鰭底鱂